# 512

## Nașteri
- dată necunoscută: Sfântul David  (d. 589)
- dată necunoscută: Eutihie al Constantinopolului patriarh al Constantinopolului și sfânt (d. 582)